# Academia Cațavencu
Academia Cațavencu este un cunoscut și longeviv săptămânal de satiră și investigație din România, fondat în octombrie 1991. 
Revista și-a propus să critice tot ceea ce considera a fi sancționabil la nivel național: guvernul, președintele țării, parlamentul, opoziția, intelectualii, minerii, liderii sindicali, politicianismul, diverse publicații, istoria românilor, naționalismul fad, Biserica etc.

## Scurt istoric
A fost întemeiat în octombrie 1991 de către mai mulți jurnaliști proveniți de la săptămânalele Cațavencu săptămânal incomod și Cațavencu Internațional, editate la Editura Cassandra – Doru Bușcu, Liviu Mihaiu, Sorin Vulpe, Cornel Ivanciuc, Viorel Moțoc, I.T. Morar, Patrick André de Hillerin, Mircea Toma, Eugen Istodor, Octav Mardale, împreună cu poetul Mircea Dinescu.
În perioada februarie 1990-octombrie 1991, echipa s-a format redactând săptămânalele Cațavencu săptămânal incomod și Cațavencu Internațional lansate de Ovidiu Nacu la Editura Cassandra..
În 2006, revista a fost achiziționată de Realitatea Media.
Din Academia Cațavencu s-a desprins un grup reprezentat de Mircea Toma, Marius Borțea, Alexandru Julea, Dragoș Mușat, Iulian Tănase, Andrei Manțog, Gabi Drogeanu, Marian Turosu, Alexandru Căuțiș, Alex Vărzaru, Răzvan Cucui, grup care a lansat pe piață săptămânalul concurent Kamikaze.
În anul 2011, firma editoare a Academiei Cațavencu a intrat în faliment.
Titlul ziarului, marca înregistrată „Academia Cațavencu” a fost scoasă la licitație de către lichidatorul judiciar, dimpreună cu alte active ale societății.
Marca a fost adjudecată după două ședințe de licitație de către Dan Grigore Adamescu pentru suma de 882.659 euro.
Echipa consacrată a refuzat colaborarea cu noul proprietar al numelui și a fondat o nouă publicație, Cațavencii.
În acest moment, pe piață apar trei reviste desprinse din inițiala Academie Cațavencu – Academia Cațavencu, Cațavencii și Kamikaze.

## Titlul
Titlul revistei, care vizează tipul parvenitului politic (prin șantaj) din piesa „O scrisoare pierdută” a dramaturgului I. L. Caragiale - Nae Cațavencu, își asumă nu doar o autoironie evidentă, ci, mai mult de atât, hiperbolizează autoironia prin ideea de Academie Cațavencu, de forum al demagogilor și oportuniștilor. De aceea, revista funcționează, de fapt, ca un al doilea parlament al României postcomuniste, dar unul satiric și pamfletar.
Titlul original, Cațavencu săptămânal incomod, a fost de dat de primul editor, Ovidiu Nacu, și înregistrat în 1990, a fost și este în continuare proprietatea Editurii Cassandra.
Titlul „Academia Cațavencu”, înregistrat în 1991, a fost adjudecat în licitație publică de Dan Grigore Adamescu, prin împuterniciți, și aparține editorului România liberă.
Din numele care au consacrat fenomenul „Cațavencu”: Ovidiu Nacu, Doru Bușcu, Liviu Mihaiu, Sorin Vulpe, Cornel Ivanciuc, Viorel Moțoc, I.T. Morar, Patrick Andre de Hillerin, Mircea Toma, Eugen Istodor, Octav Mardale, Emil Berdeli, Mircea Dinescu, Th. Denis Dinulescu, Mihai Antonescu, Ioan Groșan, Valentin Vasilescu, Valentin Boeru, Nae Caranfil, Șerban Comănescu, Ioan Viștea, Marius Borțea, Alexandru Julea, Dragoș Mușat, Iulian Tănase, Andrei Manțog, Gabi Drogeanu, Marian Turosu, Alexandru Căuțiș, Alex Vărzaru, Răzvan Cucui, Dan Panaet, Mihai Radu, Simona Tache, Radu C. Crahmaliuc.

## Premii
- Balansoarul (cel mai bun spot TV în categoria mass-media – Ad’Or 2004; spotul anului – Ad’Or 2004; finalist în categoria “cel mai bun spot TV” – secțiunea mass media – Golden Drum 2004)
- Anagrame (finalist în categoria “cel mai bun print” – secțiunea mass media)
- “Smarter Readers” (campanie finalistă Golden Watch – Golden Drum 2004)
- “Smarter readers” (Effie de bronz în categoria Media & Divertisment – Effie Awards Gala 2005)[10]